# Alignement du Petit-Rohu
L'alignement du Petit-Rohu est un alignement mégalithique immergé situé sur l'estran à Saint-Pierre-Quiberon dans le département français du Morbihan.

## Historique
Le 2 août 2007, alors qu'ils ramassent des coquillages, des vacanciers découvrent quatre haches en jadéite sur l'estran de Porh Fetan. Ils signalent leur découverte au Service régional de l'archéologie de Bretagne et au musée de Carnac. Une opération d'archéologie sous-marine et terrestre est alors lancée et permet de découvrir une structure immergée constituant un alignement mégalithique.

## Mobilier archéologique
Les deux paires de haches découvertes en 2007 plantées dans le sol, tranchant vers le ciel, ont été enfouies au Néolithique dans un milieu marécageux développé en arrière d'un cordon dunaire protégeant la plage dite du Petit Rohu. Les haches en jadéite trouvées en contexte funéraire, proviennent de carrières néolithiques dans le Mont Viso, témoignant de l’époque où la région de Carnac était un grand centre européen de pouvoir et de richesses au début du cinquième millénaire marqué par le processus d'affirmation des inégalités sociales. 